# تطورات أعمال الهاتف المحمول
تطورات أعمال الهاتف المحمول أو «تطورات الأعمال النقالة» هي فئة من تطوير الأعمال التي تركز على جذب عملاء جدد في أسواق الويب للجوال . هناك جهود كبيرة تُبذل لجعل خدمات تقنية المعلومات والإتصالات المبتكرة تعمل. تشمل الأمثلة على هذه الخدمات أدلة وإرشادات السياحة المتنقلة وأدلة وإرشادات التسوق للمستهلكين. كتوجه ناشئ، يجمع مزودي التقنية والخدمات بين خبراتهم ومواردهم لتصميم هذه الخدمات. يتضمن ذلك تصميم عدة نماذج مثل: شبكة القيم، عرض القيمة، نموذج الإيرادات والبنية التقنية.

## القيمة الاقتصادية
يحتاج المساهمون معاً إلى إنشاء نموذج أعمال يشكِّل مخططاً لشبكة المنظمات المتعاونة التي تهدف إلى خلق قيمة اقتصادية من الابتكار التقني. لذلك، من المفيد تحديد المسائل المختلفة ذات الصلة مثل: قيمة خدمات العملاء، والترتيبات التنظيمية، والهندسة التقنية، والترتيبات المالية الممكنة.
نموذج العمل هو:
1. إنشاء بنية لمعالجة تدفق معلومات وخدمات المنتج، بما في ذلك وصفاً لمختلف الجهات الفاعلة في العمل وأدوارها.
2. وصف للفوائد المحتملة لمختلف الجهات التجارية.
3. وصف لمصادر الإيرادات.

هندسة التعاون
لتسهيل التعاون بين المساهمين، يمكن استخدام الطرق لتعمل كمبدأ توجيهي للابتكار الناجح خلال مرحلة ما قبل المنتج. تعتمد معظم الأساليب على طريقة النماذج الأولية للابتكار (3)، والتي تؤكد على التوازن بين وجهات النظر المختلفة.

## المفاهيم

### الترتيبات التنظيمية
كان العدد الكبير النسبي من المنظمات المساهمة في خدمات تقنية المعلومات والاتصالات المبتكرة سبب التغييرات الهامة التي حدثت في سلسلة القيم لهذه الخدمات. وعلى النحو التقليدي، تقوم شركة واحدة بجميع الأنشطة اللازمة التي تجعل الخدمة تعمل. في الوقت الحاضر، يتم تقسيم هذا العمل في كثير من الأحيان بين المساهمين المتخصصين، حيث يستدعي إنشاء وصافي القيمة المخصصة، والتي تحل محل سلسلة القيمة التقليدية. في شبكة القيم هذه، يوجد تسلسل هرمي أقل وهو أكثر قابلية للتكيف مع التغييرات في الأدوار أو المساهمين، ولا توجد أيضاً قيود على تدفق البيانات بين صافي القيمة، بل يمكن أن تتدفق في جميع الإتجاهات طوال الوقت.
يمكن تعريف شبكة القيم على نمط كتاب «شبكات القيم: كسر سلاسل التوريد لفتح ومعرفة الأرباح المخفية» ، بقلم «ديفيد بوفت وجوزيف مارثا، جون وايلي وأولاده»، 2000:
«صافي القيمة هو تصميم أعمال يستخدم سلاسل التوريد الرقمية لتحقيق كل من رضا العملاء الفائق وربحية الشركة. إنه نظام سريع ومرن يتماشى مع آليات اختيار العملاء الجديدة ويقودها. صافي القيمة ليس هو ما تستحضره سلسلة التوريد. لم يعد الأمر يتعلق بالإمداد فحسب، بل إنه يتعلق أيضاً بإنشاء قيمة للعملاء والشركة ومورديها».
يختلف صافي القيمة عن سلسلة القيمة التقليدية، بمعنى أنها ليست سلسلة متسلسلة وصلبة. بدلاً من ذلك، فهي شبكة ديناميكية وعالية الأداء من شراكات العملاء / الموردين وتدفقات المعلومات.

### قيمة العملاء من الخدمات
يتم استخدام نموذج عرض القيمة لتمثيل قيمة الخدمة من منظور المستخدم النهائي (العميل، المستهلك), وغالباً ما يكون هذا النموذج معقداً بشكل مدهش لتصميم خدمات تقنية المعلومات والاتصالات المتنقلة وذلك لأن الخصائص تختلف كثيراً عن المنتجات المادية. يمكن استخدام اختصار SHIP في تحديد أربع خصائص مهمة لخدمات تقنية المعلومات والاتصالات المتنقلة وهي كالتالي:
1. S يرمز إلى (Simultaneously) وهو الإنتاج والإستهلاك على الفور. وهذا يعني أن المستخدم النهائي هو جزء من إنتاج المحتوى، وأن المنتج موجود أيضاً أثناء المعاملة.
2. H يرمز إلى (Heterogeneous) , وهذا يعني أن هناك مثيل فريد (تقريباً) للخدمة المقدمة لكل مستخدم نهائي.
3. I يرمز إلى (Intangible), على الرغم من أن الخدمة غير ملموسة، فإنها غالباً ما تكون مقترنة بالمنتجات المادية.
4. P يرمز إلى (Perishable). تختفي قيمة الخدمة بعد الإستهلاك من قبل المستخدم النهائي.

يدمج نموذج عرض القيمة عواقب هذه الخصائص في عملية التطوير. يمكن أن يكون هذا النموذج في نموذج نصي / رسومي، أو حتى نسخة تجريبية من الخدمة المقترحة. يفرض تكوين «اقتراح القيمة» على المصممين أن يفكروا في الخصائص المهمة المختلفة لخدمات تكنولوجيا المعلومات والاتصالات المتنقلة، وتعالج طريقة FBBM المشكلات التالية في هذا السياق 10:
1. السياق الذي ستعمل فيه الخدمة، على سبيل المثال، في «مركز للتسوق» أو في «المكتب».
2. المجموعة المستهدفة المقترحة، مثل «زوار المتحف»، أو «رجال الأعمال المسافرون».
3. القيمة المضافة مقارنة بالخدمات الحالية، أو «أسهل في الاستخدام»، أو «تعطي المزيد من المعلومات».
4. تقدير استخدامه، على سبيل المثال، «كم مرة يستخدم المستهلكون ذلك؟»، و «ماذا يعني المستخدم؟».

يتم عادةً رسم المعلومات حول خصائص الخدمة التي يتم تجميعها في هذا الجزء من الطريقة في الرسوم البيانية لحالات الاستخدام. يوضح هذا الجزء كيفية تفاعل الخدمات المقترحة مع المستخدم النهائي.

### الترتيبات المالية
يستخدم نموذج الإيرادات لتحديد جميع التدفقات النقدية المتعلقة بالخدمة التقنية. هذه كلها تكاليف وإيرادات ناتجة عن الأنشطة الاقتصادية. لذلك، يجب قياس (أو تقريب) قيمة كل نشاط باستخدام مؤشرات الأداء. في النموذج، يمكن وصف التدفقات النقدية من حيث النوعية في البداية (مرتفعة ، متوسطة ، منخفضة) وأكثر تفصيلاً في المراحل اللاحقة من عمليات التطوير. يستخدم النموذج خطوطاً تمثل التدفقات النقدية الواردة والصادرة بين أنشطة القيمة والجهات المتمثلة التي رسمت النموذج. يتكون نموذج التعريف من: ترتيبات مالية وهي تصف التكاليف وإيرادات الخدمة باستخدام مؤشرات الأداء.

### العمارة والهندسة التكنولوجية
يتم استخدام نموذج الهندسة التكنولوجية لإعطاء نظرة عامة على الوظائف الفنية والبنية التحتية اللازمة لتقديم الخدمة. على سبيل المثال، طريقة تخزين المعلومات، أو إنشاء المحتوى والبث. على الرغم من أنها ستكون رؤية عالية المستوى للهندسة التكنولوجية، إلا أنه يمكن نقلها إلى المطورين التقنيين الذين يضيفون مزيدًا من التفاصيل في مرحلة لاحقة من تطوير خدمة تكنولوجيا المعلومات والاتصالات.

## التقنيات والطرق

### النموذج العلوي
بعد استكشاف قيمة العميل المحتملة أو المطلوبة لنموذج الخدمات، يتم الانتهاء من نموذج الترتيبات التنظيمية ونموذج الترتيبات المالية والهندسة التكنولوجية. هذا يعني أنها تأخذ شكلها الملموس من قبل الشركات والمؤسسات الفعلية. هذا يعني أن على المنظمات المساهمة لملء مراكزها في صافي القيمة وتحديد خيارات التصميم المختلفة والتفاوض بشأنها.
يجب أن تشتمل طريقة تطوير أعمال المحمول الجيدة على نموذج بيانات تعريفية يمكن أن يشبه نماذج التعريف أدناه.
يمكن استخدام النتيجة، في شكل نموذج أعمال، لتوصيل مخططات مبتكرة لتكنولوجيا المعلومات والاتصالات إلى المستثمرين / المشاركين. تصف سلسلة القيمة المقترحة بتفصيل كبير، لأنها تتكون من نظرة عامة على النماذج الفرعية (قيمة العميل من الخدمات، والترتيبات التنظيمية، والترتيبات المالية، والهندسة التكنولوجية) المتوازنة. في النطاق الكلي لتطوير خدمة تكنولوجيا المعلومات المبتكرة، تعد خطة العمل مفيدة جدًا في عملية اتخاذ القرار داخل منظمات المشاركين.

### هندسة الطريقة الظرفية
يمكن تصميم الطرق باستخدام هندسة الطرق الظرفية. يمكن وصف هندسة الطريقة الظرفية بأنها إنشاء طريقة مخصصة من الأجزاء (أجزاء الطريقة) من الطرق المعروفة. وهذا يتيح إنشاء أساليب التطوير لتكون مناسبة لي في أي وضع التنمية.
في حالة تطوير الأعمال المتنقلة، هناك طرق متاحة لأجزاء محددة من عملية تصميم نموذج الأعمال وتطوير تكنولوجيا المعلومات والاتصالات. يمكن استخدام هندسة الطريقة الظرفية لدمج هذه الأساليب في طريقة واحدة موحدة تتبنى خصائص خدمات تكنولوجيا المعلومات والاتصالات المتنقلة.
الطرق والعوامل والفئات المستخدمة بشكل متكرر في تطوير الأجهزة المحمولة هي (ثلاث طرق) وهي كالآتي:
1. نشر وظيفة الجودة - إن نشر وظيفة الجودة (QFD) هي منهجية منظمة تدمج الأدوات الرياضية المستخدمة لتحديد متطلبات العملاء وقياسها وترجمتها إلى معلمات أساسية مهمة. للحصول على وصف كامل لطريقة QFD ، انظر هذه الصفحة في ويكيبيديا.
2. تقنيات العصف الذهني - تستخدم طريقة FBBM بعض تقنيات العصف الذهني المعروفة لفترة طويلة في تطوير التطبيقات. يتم استخدامها في جلسات التطوير.
3. التحليل المالي - تهدف الأساليب المدرجة في التحليل المالي إلى حساب آفاق الشركة. من خلال تضمين طرق التحليل المالي في طريقة ما، يمكن للأعمال حساب عوامل مهمة مثل سعر المستهلك لخدماتهم والعائد على الاستثمار (ROI) مسبقًا.

## أمثلة

### مراكز التسوق
لدى أصحاب المتاجر في جميع مراكز التسوق الكبيرة خطة لإثراء تجربة التسوق في مراكزهم التجارية. إنهم يرغبون في تطوير تطبيق لاسلكي لاستخدامه على الهواتف الذكية أو على أجهزة المساعد الرقمي الشخصي، والتي ستكون متاحة للإيجار عند المدخل. سيكون للتطبيق عنصر إعلامي وترفيهي. وبهذه الطريقة، يأمل أصحاب المتاجر أنهم سيخلقون قيمة مضافة لعملائهم وتحسين قدرتهم التنافسية.
نظرًا لوجود العديد من المساهمين في تطوير التطبيق (أصحاب المتاجر، ومزود الشبكة (اللاسلكي)، ومزود الأجهزة)، فإن نموذج العمل معقد للغاية في هذه الحالة.
قام المساهمون بتفسير وتحليل تفسيرهم لـ Value Proposition وشبكة القيمة ونموذج الإيرادات والهندسة التكنولوجية في أول مسح سريع. في العديد من الجلسات خلال مرحلة تطوير ما قبل المنتج، تمت مقارنة نماذج العمل هذه ومتوازنتها. ثم تكررت هذه العملية حتى يشعر جميع المساهمين بالرضا عن نموذج العمل الناتج. والنتيجة النهائية هي التفكير، والعمل على تطبيق مبتكر بدأ ببطء في تحقيق المزيد من المبيعات للمشاركين.

### المتاحف
أصبح متحف الفنون الحديثة مستوحى من المتاحف الأخرى لاستخدام التكنولوجيا الحديثة لتوجيه زواره من خلال المتحف. وهي تخطط لتطوير تطبيق لاسلكي يتم تشغيله على أجهزة pda مملوكة للمتحف يتم إقراضها للزائرين عند المدخل. يستخدم التطبيق نظام تحديد المواقع لتحديد موقف الزائر وتدفق الفيديو والصوت لتولي دور كدليل المتحف.
طالب مجلس المتحف بإنشاء نموذج أعمال قوي. سيكون نموذج العمل هو الأساس للقرارات المستقبلية المتعلقة بالمشروع وشرح المشروع للمتبرعين بالمتاحف.
وجد المتحف شريكًا في مشروعه، وسيقدم مزود الإنترنت اللاسلكي (WISP) الشبكة والأجهزة للتطبيق. يمكن لـ WISP استخدام المتحف للأنشطة الترويجية في المقابل.
علاوة على ذلك، لقد قاموا معاً بتحليل تفسيرهم لـ Value Proposition وشبكة القيمة ونموذج الإيرادات والهندسة التكنولوجية في أول مسح سريع. في العديد من الجلسات خلال مرحلة تطوير ما قبل المنتج، تمت مقارنة نماذج العمل هذه ومتوازنتها. ثم تكررت هذه العملية إلى أن يكون كلا المساهمين راضين عن نموذج العمل الناتج. والنتيجة النهائية هي تطبيق وسائط غني يفيد تجربة الزوار وشاشة واضحة للقدرة اللاسلكية للعملاء المستقبليين لـ WISP.

### أوراق علمية
1. From Idea to Business Blueprint, Timber Haaker & Marc Steen, January 2003, Telematics Institute.
2. Learning about the Business Blueprint in the Dolmen Sessions, Timber Haaker & Marc Steen, February 2003, Telematics institute
3. Designing Mobile information services:User requirements elicitation with GSS design and application of a repeatable process, Mariëlle den Hengst, Elisabeth van de Kar, Jaco Appelman, Delft University of Technology, Hawaii International Conference on System Sciences, 2004.
4. Brokering Based Balancing of viewpoints — Experience from pre-product development of mobile services, Mervi Ranta and Henrik Asplund, PM&RG, Dept. of Computer science and Development, Helsinki University of Technology (News 2003)

1. من Idea إلى Business Planprint ، Timber Haaker & Marc Steen ، يناير 2003، معهد الاتصالات.
2. التعرف على مخطط الأعمال في جلسات Dolmen ، Timber Haaker & Marc Steen ، فبراير 2003، معهد Telematics
3. تصميم خدمات المعلومات المتنقلة: استنباط متطلبات المستخدم مع تصميم GSS وتطبيق عملية قابلة للتكرار، مارييل دن هينجست، إليزابيث فان دي كار، جاكو أبيلمان، جامعة دلفت للتكنولوجيا، مؤتمر هاواي الدولي حول علوم النظام، 2004.
4. تحقيق التوازن بين وجهات النظر القائمة على السمسرة - تجربة من تطوير خدمات الهاتف المحمول قبل المنتج، ميرفي رانتا وهينريك أسبلوند، رئيس قسم الأبحاث والتطوير والتطوير، قسم علوم الحاسوب والتطوير، جامعة هلسنكي للتكنولوجيا (أخبار 2003)

### مقالات
1. من Idea إلى التعاون الناجح (الهولندية)، Timber Haaker ، هنري دي فوس ومارك شتاين، الإدارة والتنظيم، سبتمبر / أكتوبر 2004
2. الابتكار الناجح بمساعدة نماذج الأعمال (الهولندية)، تيمبر هاكر، 2004

### مجلات
1. Ercim News ، اتحاد البحوث الأوروبي للمعلوماتية والرياضيات، يوليو 2003

### كتب
1. Value Nets ، كسر سلسلة التوريد لإطلاق الأرباح المخفية، David Bovet ، جوزيف مارثا، Mercer Management Consulting ، 2000، John Wiley & Sons Inc.
2. Freeband Business Blueprint Method، Manual، Timber Haaker، Karin Oerlemans، Marc Steen، Henry de Vos، January 2004، Telematics Institute.

### المواقع المرجعية
- نماذج الأعمال للأسواق الإلكترونية، بول تيمرز، أبريل 1998
- Freeband Essentials (صفحة مؤرشفة)  ومشروع Freeband B4U (صفحة مؤرشفة)